# 滷肉飯
滷肉飯（ルーローハン/ローバープン）、または魯肉飯は、台湾の郷土料理。小吃に分類される。蓋飯の一種。

## 概要
台湾人に広く愛される郷土料理である。豚バラ肉を醤油のスープで甘辛く煮込み、ご飯にかけたもので、代表的な庶民料理に数えられる。台湾では店、家庭によってバラ肉以外にも様々な部位の豚肉が用いられ、茶碗サイズの器に盛りつけることが多いので、他のおかずと共に食される。
「滷」は「鹵」に由来し、「醤油や香辛料を煮込んだスープ。またはそのスープで作った食べ物」を意味するが、漢字が複雑などの理由で同音の「魯肉飯」表記も用いられる。
英語表記は台湾語のピンインをアルファベット表記した「Lu Rou Fan」や「Minced Pork Rice」が用いられる。

## 歴史
元々は肉屋で余ったくず肉や脂身を煮込んだ料理が発祥とされ、やがてご飯にかけて食べられるようになった。別の説では、貧しかった農民が貴重な豚肉を家族均等に食べられるように、豚肉を細かく刻んで煮込み、ご飯にかけたのが始まりだとされる。
清と日本統治時代の台湾の閩南語辞典には豚角煮を意味する「鹵肉」しかなく、「鹵肉飯」、「滷肉飯」は関連文献を含めて記載がない。そのため、滷肉飯として屋台などで提供されるようになったのは、第二次世界大戦後ではないかと推測されている。
2011年発行のミシュランガイド台湾版では「魯肉飯は中国山東省が発祥」と記されたことで、台湾で抗議が起きた。これは山東料理を「魯菜」と呼ぶことに起因していた。

## 作り方と材料
豚バラ肉を用いることが多いが、上述のように他の部位も使用されることがある。
付け合わせには卵や青菜が用いられ、調味料は醤油と砂糖を基本とし、紹興酒やオイスターソース、生姜、ニンニク、八角、五香粉、油葱酥（エシャロットを油で揚げたもの）などが用いられる。

## 食べ方
そのまま食べても、混ぜて食べても良く、定まった食べ方は無い。上述のように台湾では茶碗サイズの器で提供され、他の料理と共に食べることが多い。日本で言うところの定食のご飯が滷肉飯に置き換わったと想像してもらえば良い。台湾ではおかずと混ぜて食べる、スープをかけて食べるといった食べ方も多い。
日本の飲食店では大きな丼で提供するお店が多く、煮卵や半熟の目玉焼きがトッピングされていることがある。

## 地域差
台湾の各地で、呼び名、見た目、味わいの違いがあり、一口に「滷肉飯とはこういうものだ」とは説明しがたい。
呼び名
- 台湾北部で滷肉飯と呼ばれる料理は、台湾南部では肉燥飯と呼ばれる。
- 台湾南部で滷肉飯と呼ばれる料理は、台湾北部では焢肉飯と呼ばれる。

肉の調理法
- 台湾北部で滷肉飯と呼ばれる料理は、細切りや角切りの豚肉がご飯に乗る。
- 台湾南部で滷肉飯と呼ばれる料理は、挽き肉がご飯に乗る。肉鬆（豚肉で作った田麩）がご飯に乗せられていることもある。

味付け
- 台湾北部で滷肉飯と呼ばれる料理は、八角など香辛料が効いた味付け。
- 台湾南部で滷肉飯と呼ばれる料理は、甘めの味付け。

## 専門店

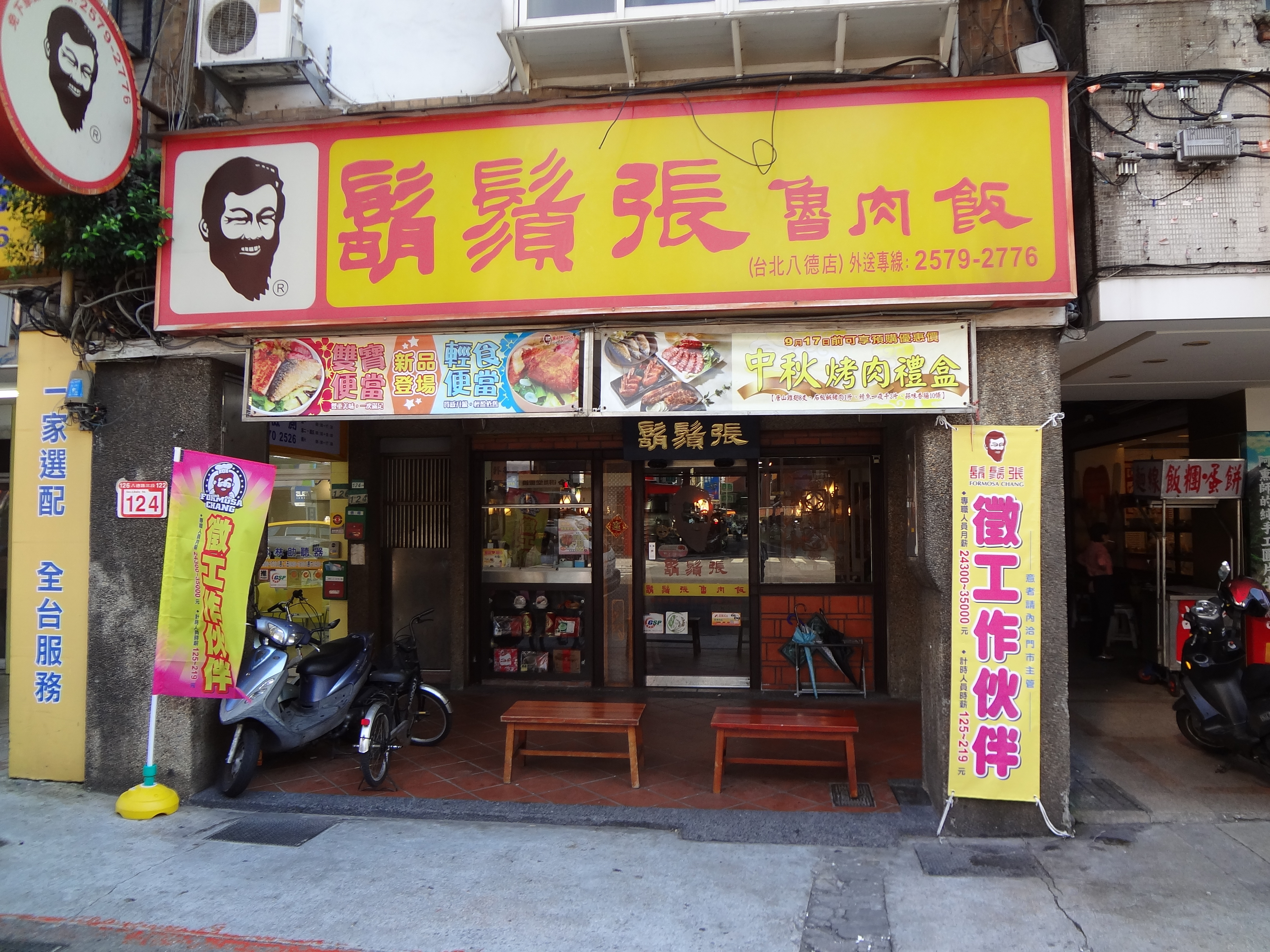
鬍鬚張台北八德店

- 鬍鬚張魯肉飯（中国語版） - 台湾で50店舗以上を展開する魯肉飯専門店。日本でも石川県野々市市で店舗展開している[6]。

## 日本での発展
日本においては、2016年に無印良品が「ルーロー飯（LUROU FAN）」として滷肉飯のレトルト製品を販売した。
また、2017年にはファミリーマートが「ルーロー飯（台湾風煮込み豚肉ごはん）」を販売する。
2020年には、セブン-イレブンが「台湾風豚角煮丼（ルーロー飯）」を販売する。また、同じ年には丼の情報発信サイト『うなぎ_STYLE』編集部主催の日本流行丼大賞選考委員会が選考を行い、『日本流行丼大賞』グランプリに「魯肉飯（ルーロウハン：台湾風豚角煮丼）」が選ばれた。
2022年と2023年には、 松屋が「魯肉飯（ルーローハン）」を販売したが、そぼろ肉ではなく豚バラ肉の角切りスタイルであったため、「魯肉飯ではなく角煮丼ではないのか?」という意見が出た。ただし、海苔やネギが入っているなどは台湾南部の滷肉飯というよりは松屋アレンジと言える。

## ギャラリー

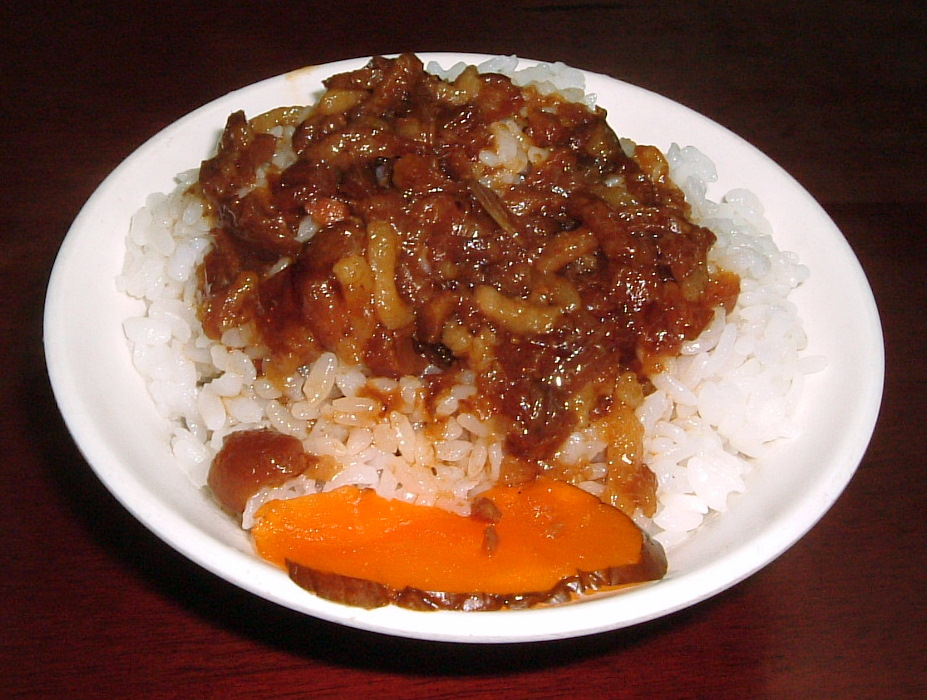
鬍鬚張の魯肉飯
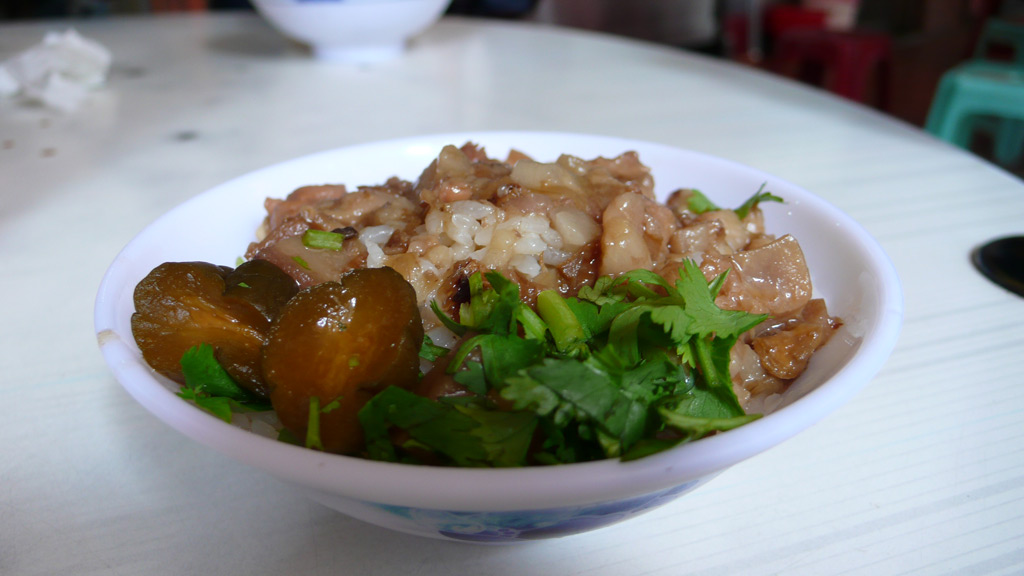
台南の滷肉飯
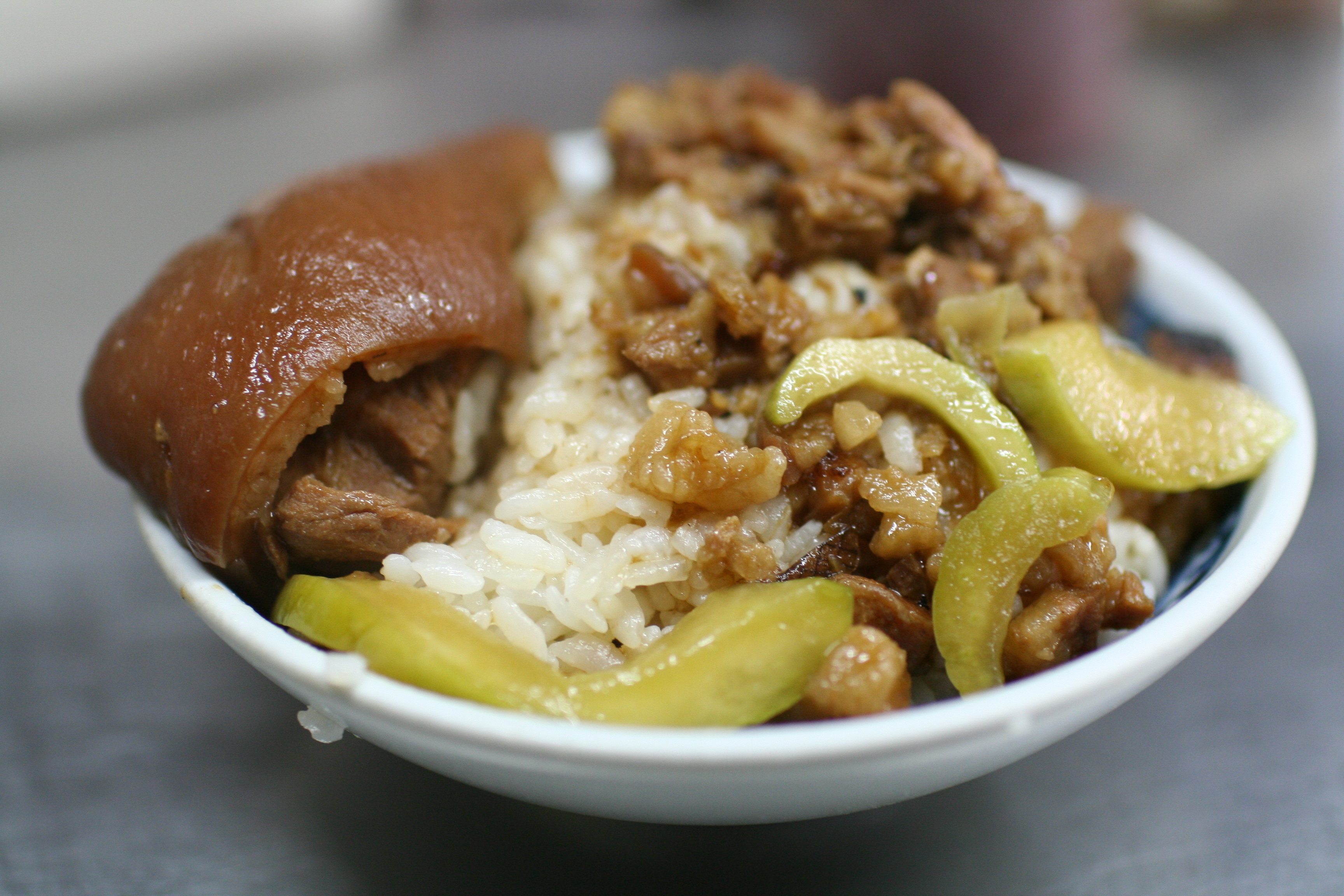
台中の滷肉飯
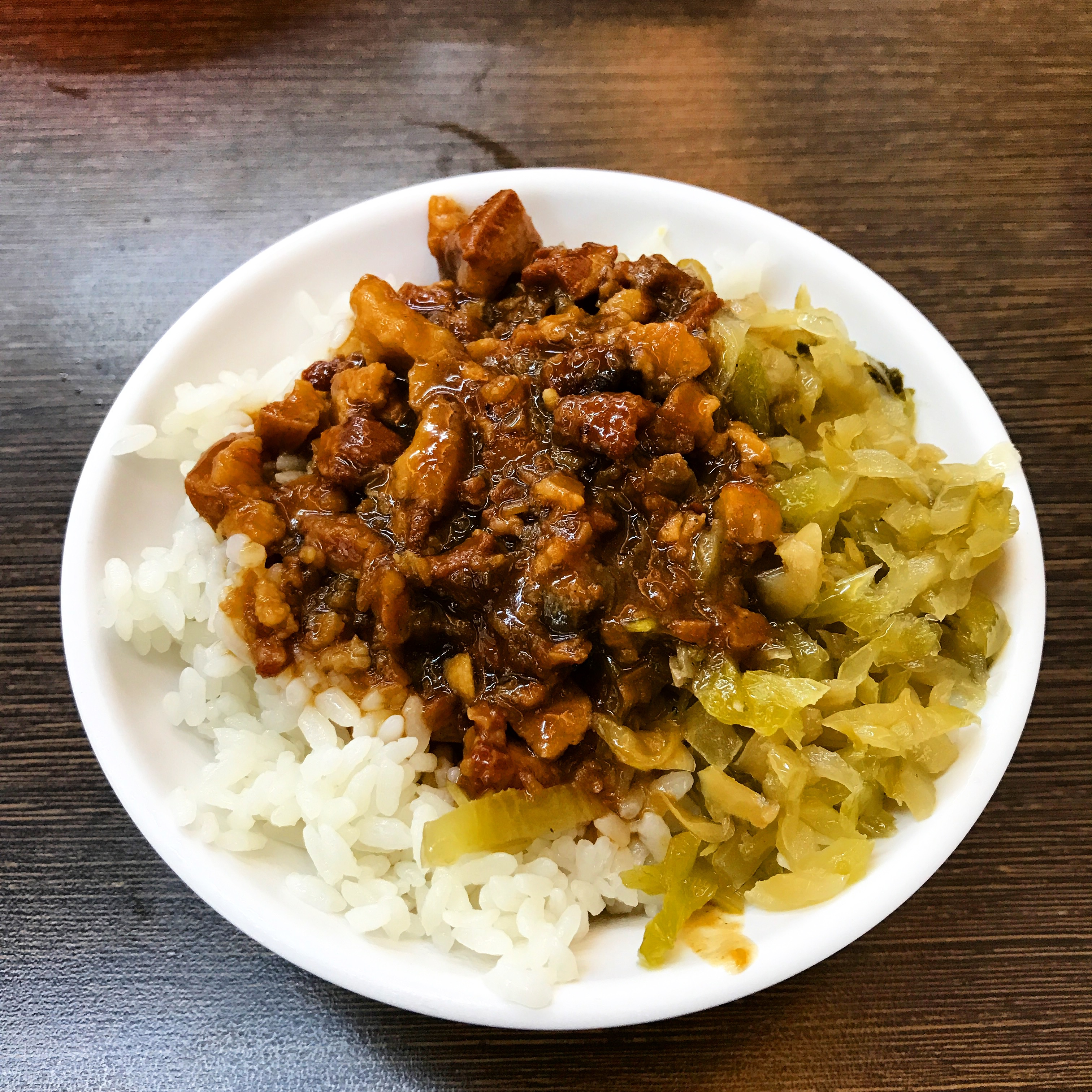
台中市霧峰区の滷肉飯 酸菜乗せ
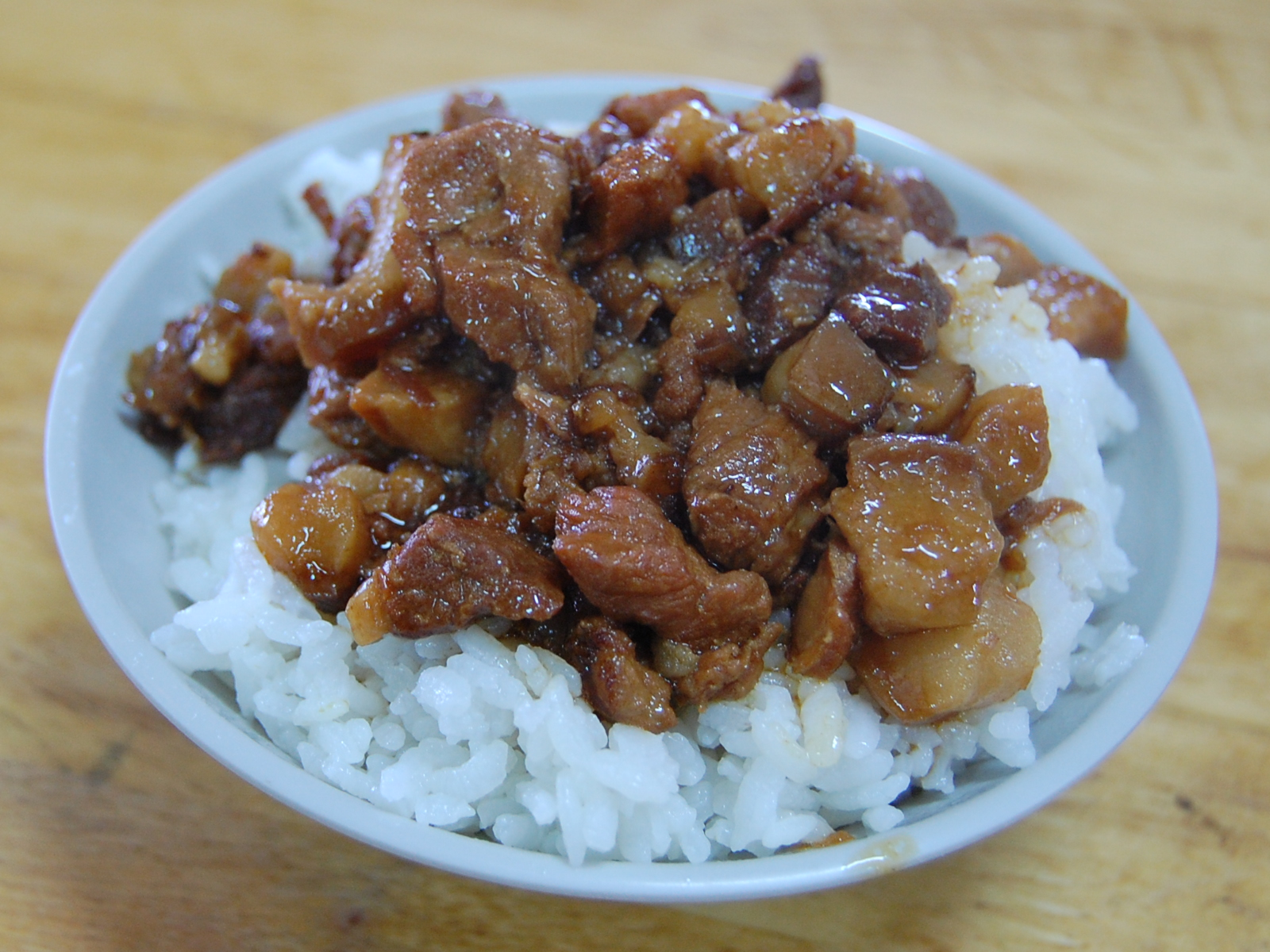
賽の目カット肉の滷肉飯
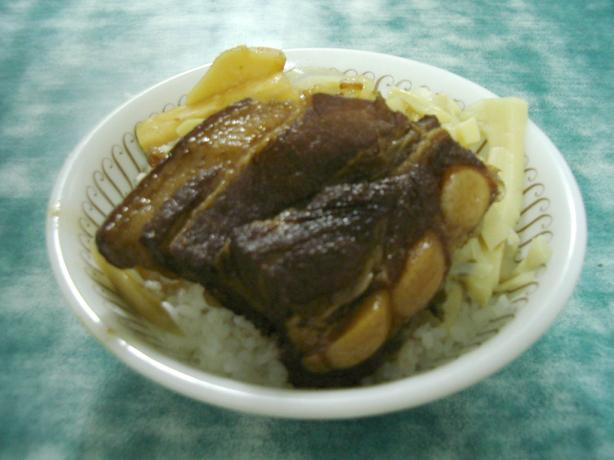
焢肉飯
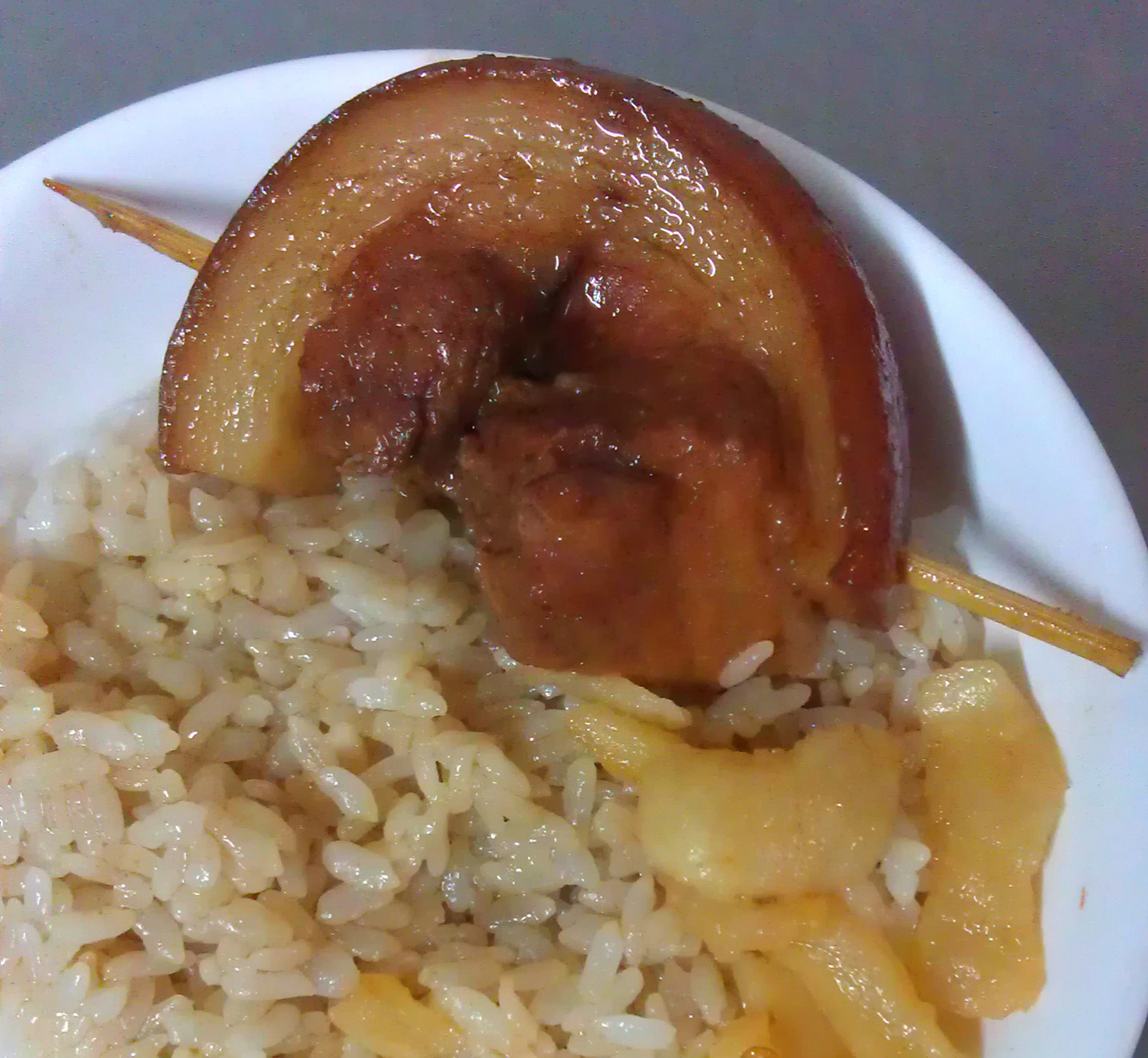
爌肉飯
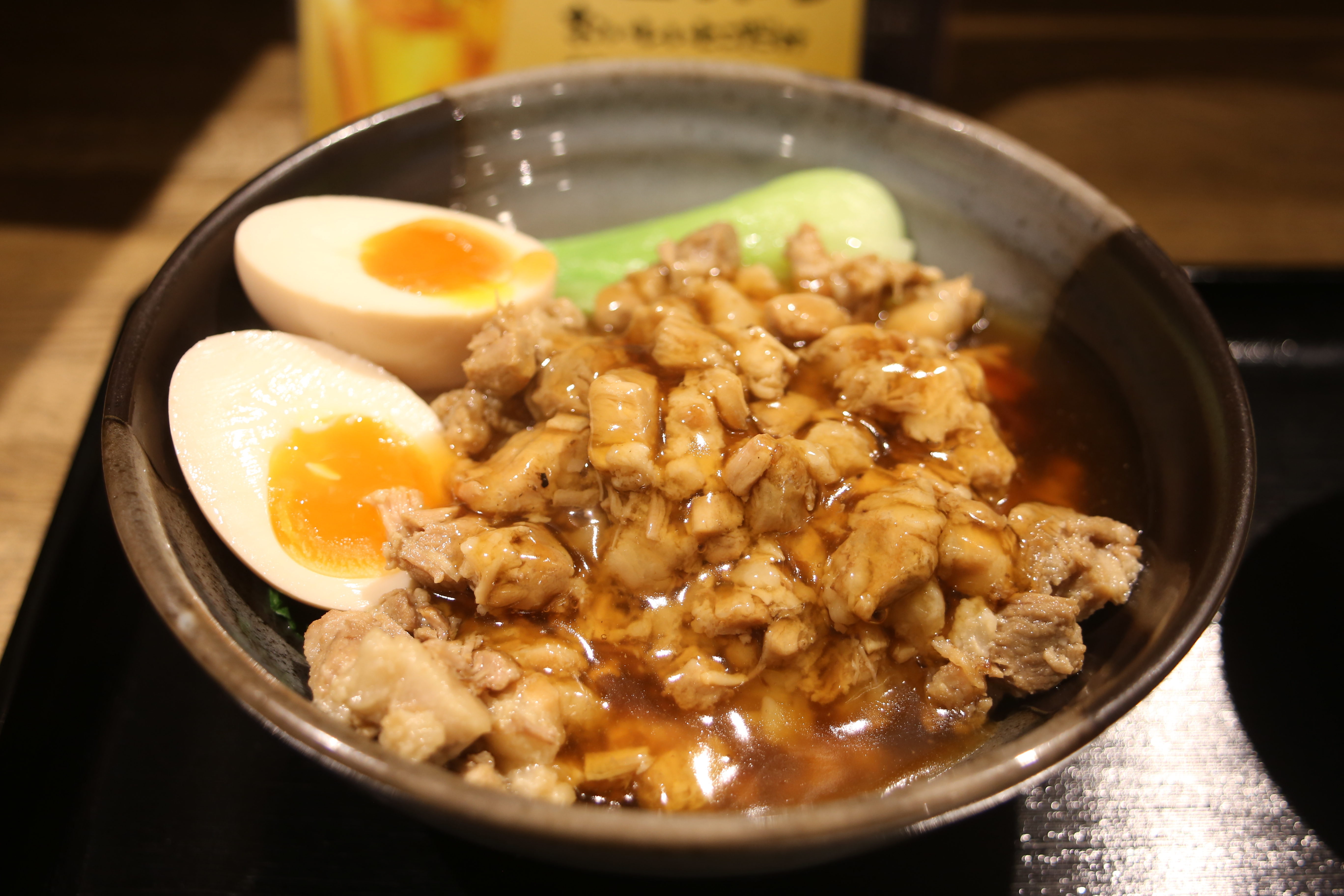
名北飯店（日本 名古屋市）の魯肉飯
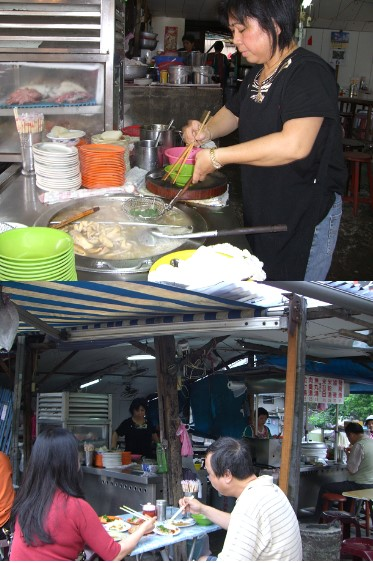
魯肉飯を提供する屋台